# Asta Grundtvig
Asta Tugendreich Adelheid, født komtesse Krag-Juel-Vind-Frijs, gift Reedtz og Grundtvig (12. marts 1826 på Wedelslund - 5. oktober 1890 på Frederiksberg) var en dansk adelsdame, som er mest kendt for at have været N.F.S. Grundtvigs tredje og sidste kone. Hun var søster til Julius Frijs.
Hun blev gift i 1848 med kammerherre og senere udenrigsminister Holger Christian Reedtz, der døde i 1857. I 1858 blev hun i sit hjem i København viet til præsten ved Vartov Kirke Nicolai Frederik Severin Grundtvig. I den grundtvigske historie har hun indskrevet sig som den unge hustru, der med sin naturlige åbenhed og glæde ved livet, sin imødekommenhed og gæstfrihed skabte Grundtvigs første præstegård, ikke alene for menigheden i Vartov, men for de grundtvigske kredse i Norden.

## Barndom
Asta Tugendreich Adelheid komtesse Krag-Juel-Vind-Frijs blev født den 12. marts 1826 på godset Wedelslund ved Galten som den næstyngste i en børneflok på fem. Faderen, Erhard greve Krag-Juel-Vind-Frijs, døde få måneder efter, og moderen, Caroline Tugendreich Adelheid Reiche, døde året efter. Søskendeflokken blev derfor delt. Asta og hendes tvillingbroder Erhard Christian Carl (1826-1844) fik deres hjem hos farbroderen og tanten, lensgreveparret Henriette og Jens Christian Krag-Juel-Vind-Frijs på det nærtliggende Frijsenborg. Her knyttede Asta sig i særlig grad til sine to plejesøstre og kusiner Clara og Emmy Frijs.
Clara Frijs blev i 1841 gift med stamherren til Gammelkjøgegaard, Hans Rasmussen Carlsen, og herigennem fik Asta et nært forhold til familien Carlsen, - også Marie Toft, som i 1840 var blevet gift med Hans Toft til Rønnebæksholm. Marie Toft var en kendt skikkelse inden for de gudelige vækkelseskredse i Sydvestsjælland. Hun blev enke i 1841, og i 1851 blev hun N.F.S. Grundtvigs anden hustru.

## Første ægteskab
Asta blev den 16. februar 1848 i slotskapellet på Frijsenborg viet til kammerherre, gehejmekonferensråd Holger Christian Reedtz til Palsgaard. Ved udbruddet af Den første slesvigske Krig i foråret 1848 blev han af kong Frederik VII kaldt til tjeneste i udenrigsministeriet.
Han var udenrigsminister i årene 1850-51 og var da stærkt optaget af at sikre Danmarks forhold til Europas stormagter. Holger Reedtz trak sig ud af regeringen i efteråret 1851. Han var i årene 1854-56 kongevalgt medlem af Rigsrådet.
Han døde den 6. februar 1857, og Asta sad da tilbage på godset med deres fire børn, hvoraf sønnen Holger var født en uge tidligere.

## Liv med Grundtvig
Med børnene rejste hun i august samme år til København, hvor hun bosatte sig i godsets lejlighed.
Snart efter havde hun en række samtaler med N.F.S. Grundtvig, der som enkemand efter Maries død i juli 1854 sad alene med deres lille søn Frederik Lange Grundtvig. Ved adventstid forlovede de sig, og brylluppet fandt sted den 16. april 1858.
Den 10. februar 1860 fødte Asta en datter, der ved sin dåb i Vartov Kirke fik navnet Asta Marie Elisabeth Frijs Grundtvig, opkaldt efter sin fars tre hustruer.
Fru Asta satte ved sit imødekommende væsen et stærkt præg på det grundtvigske hjem gennem den store gæstfrihed, hun udfoldede i sin nyerhvervede villa Gladhjem på Gammel Kongevej og senere på Store Tuborg, ikke mindst ved de store vennemøder på Grundtvigs fødselsdag i september måned. Ved sit 50-års præstejubilæum i 1861 fik Grundtvig rang som biskop.

## Senere liv
Grundtvig døde den 2. september 1872, få dage før sin 89-årsdag. Hans bisættelse fra Vor Frelsers Kirke på Christianshavn blev en stærk manifestation af hans store betydning for det danske folk som salmedigter, historiker, som præst ved Vartov Kirke og for udviklingen af højskoletanken.
Fru Asta bosatte sig derefter på Frederiksberg. For den store vennekreds såvel i København som ud over det ganske land var hun en kær gæst, kendt som bispinde Grundtvig.
Til hendes store vennekreds hørte venstrepolitikerne Sofus Høgsbro, Christen Berg og Klaus Berntsen, forstanderne Ernst Trier på Vallekilde Højskole og Ludvig Peter Schrøder på Askov Højskole og præsterne Vilhelm Birkedal i Ryslinge, Peter Rørdam i Kongens Lyngby, Mads Maaløe Melbye i Asperup, Andreas Leth i Middelfart, og præsteparret Sophus og Caroline Brummer i Egtved. Asta Grundtvigs hjem stod gæstfrit åbent for unge mennesker, der studerede i København. Således boede forstander Cornelius Appels søn, Jacob Christian Lindberg Appel, i årene 1885-90 hos Asta, medens han læste ved Polyteknisk Læreanstalt.

## Død og begravelse
Asta Grundtvig vedblev at være fast kirkegænger i Vartov Kirke, men støttede i sine sidste år oprettelsen af den københavnske valgmenighed. Hun døde den 5. oktober 1890 på Frederiksberg og blev bisat fra Vartov Kirke og efter sit ønske gravsat på "Claras Kirkegård" ved Gammelkjøgegaard, ved nedgangen til krypten, hvor Grundtvigs og fru Maries egetræskister står. Asta Grundtvig blev begravet med sin kat, Kenneth. Hun blev begravet den 10. oktober 1890.

## Yderligere læsning
- Grundtvig Biblioteket Arkiveret 11. januar 2014 hos  Wayback Machine
- Asta Grundtvig, Liv og virke, slægt og venner. Udgivet 2013. Arkiveret 29. marts 2018 hos  Wayback Machine
- "Asta Grundtvig Databasen" på Grundtvig Biblioteket

- Wikimedia Commons har flere filer relateret til Asta Grundtvig